# WWWA
WWWA（スリーダブリュー・エー、World Women's Wrestling Association、世界女子レスリング協会）は、かつてアメリカ合衆国のカリフォルニア州ロサンゼルスに発足された女子プロレスの王座認定組織。

## 特徴
プロレス界としては珍しく「WWWAランキング」を設けて「WWWAランキングマッチ」と題した査定試合を行っていた。WWWA世界王者の反則負けとなった場合、試合結果は無効試合扱いとして王座預かりした上で再戦を行っていた（日本の男子プロレス団体では、1972年に全日本プロレスで「反則負けでも王座移動あり」が打ち出されるまで「王者反則負けは防衛」が一般的であり、1980年代になってもアメリカでは、そのルールが残っていた）。

## 歴史
1937年、ミルドレッド・バークがクララ・モーテンソンを破って世界女子王座を獲得。
1950年、世界女子王座を管理する機関としてロサンゼルスにWWWAを発足してバークが会長に就任。また、世界女子王座を引き継ぐ形でWWWA世界シングル王座を創設してバークは自身を初代王者に認定。
1968年、全日本女子プロレスがバークからWWWA世界王座の管理権を買い取る方向で検討を始める。
1970年10月15日、京愛子がWWWA世界シングル王座を獲得したことで日本に定着して全日本女子の管理下に置かれた。
1971年、WWWAが王座認定組織「AGWA」を吸収。6月30日、京&ジャンボ宮本組が保持していたAGWAインターナショナルタッグ王座を引き継ぐ形でWWWA世界タッグ王座を創設。
1977年、オールパシフィック王座の前身となるハワイアンパシフィック王座を創設。
1991年、WWWA世界マーシャルアーツ王座を創設。
1996年、WWWA世界スーパーライト級王座を創設。
2005年4月17日、全日本女子の解散により、WWWA世界王座も封印されたがWWWA世界シングル王座だけは最後の王者である前川久美子の希望で管理権が譲渡された。
2006年3月26日、後楽園ホールで開催された「前川久美子引退興行」で、前川を破って最後の王者になった高橋奈苗がチャンピオンベルトを松永に返還して封印されてWWWAの歴史は幕を下ろした。

## 王座一覧
- WWWA世界シングル王座
- WWWA世界タッグ王座
- WWWA世界スーパーライト級王座
- WWWA世界マーシャルアーツ王座
- オールパシフィック王座

ミゼット王座
- WWWA世界ミゼット王座
- WWWA世界ミゼットタッグ王座

## 会長
- ミルドレッド・バーク

## コミッショナー
- 植田信治（初代）
- 志生野温夫（第2代）